# Aquilegia bernardii
Aquilegia bernardii är en ranunkelväxtart som beskrevs av Jean Charles Marie Grenier och Godron. Aquilegia bernardii ingår i släktet aklejor, och familjen ranunkelväxter. Inga underarter finns listade i Catalogue of Life.

## Bildgalleri

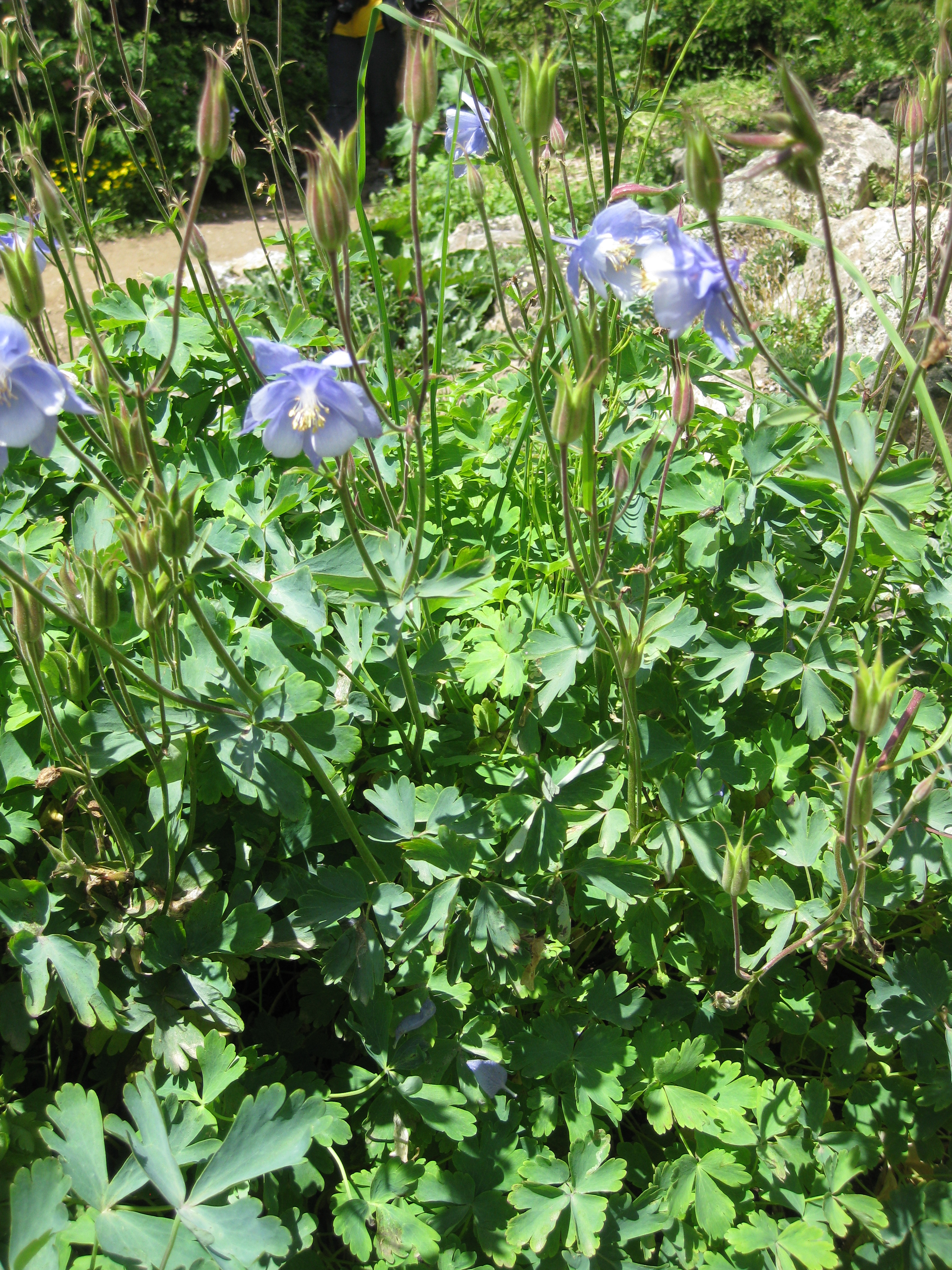
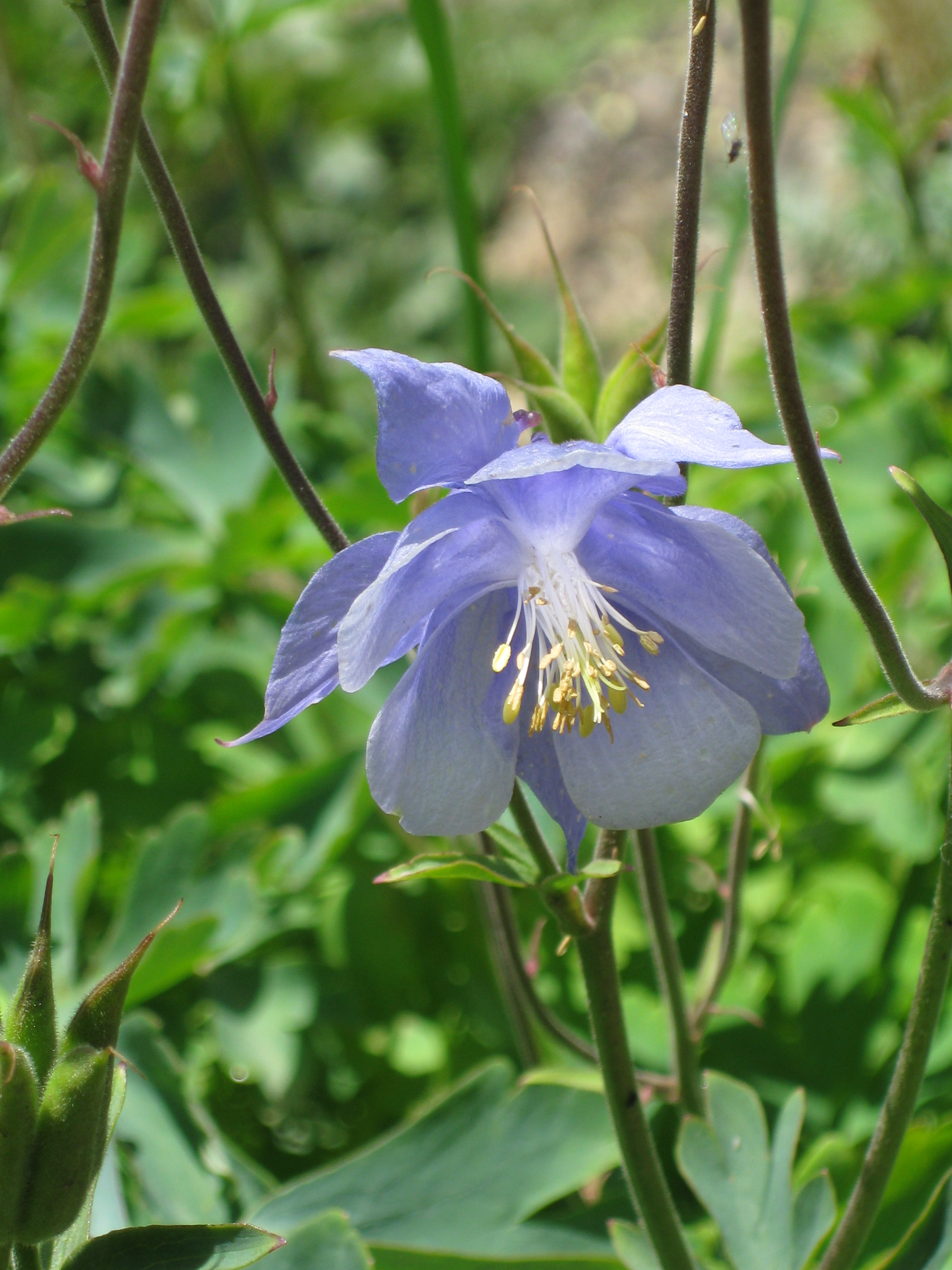